# Cristina Mason
Cristina Mason  (Mexikóváros, Mexikó, 1989. április 10. –) mexikói színésznő.

## Élete és pályafutása
1989. április 10-én született Mexikóvárosban. Édesanyja Tina Romero, színésznő. 2005-ben az Amarte así című sorozatban Rositát alakította. 2009-ben a Verano de amor című telenovellában szerepelt, mint Zoe. 2010-ben a Llena de amor című telenovellában Gretel Ruiz y de Teresa Curiel szerepét játszotta. 2012-ben a Telemundóhoz szerződött, ahol a Relaciones peligrosasban kapott szerepet.

## Filmográfia

### Telenovellák
- Rosario (Venevision) (2013) - Misericordia "Merci"
- Relaciones peligrosas (Telemundo) (2012) - Nora Guzmán
- Llena de amor (Televisa) (2010) - Gretel Ruiz y de Teresa Curiel / Manolo de la Garza Montiel / Sirena de la Luna
- Verano de amor (Televisa) (2009) - Zoe Palma[1]
- Kettős játszma (Sortilegio) (Televisa) (2009) - Lety
- Amarte así (Telemundo) (2005) -  Rosita

### Sorozatok
- S.O.S.: Sexo y otros secretos (2007-2008) - Irenita
- La rosa de Guadalupe - Nora Elizondo

## Díjak és jelölések
TVyNovelas-díj
| Év   | Kategória               | Telenovella   | Eredmény |
| ---- | ----------------------- | ------------- | -------- |
| 2011 | Legjobb női felfedezett | Llena de amor | Jelölve  |